# Extended Versions (Overkill)
Extended Versions è un album live della band thrash metal Overkill pubblicato nel 2002.

## Tracce
1. Coma
2. Hello From The Gutter
3. Elimination
4. World Of Hurt
5. Wrecking Crew
6. Powersurge
7. Rotten To The Core
8. Horrorscope
9. Skullkrusher
10. Thanx For Nothin'

## Formazione
- D.D. Verni – Bassista
- Bobby Ellsworth – Cantante
- Dave Linsk – Chitarrista
- Derek Tailer – Chitarrista
- Tim Mallare – Batterista